# Aeropuerto de Ometepe
El Aeropuerto de Ometepe (IATA: MNLP, OACI: MNLP) es un aeropuerto que sirve a la isla de Ometepe ubicado en el municipio de Moyogalpa, en el departamento de Rivas, Nicaragua.

## Aerolíneas domésticas
| Ciudades              | Nombre del aeropuerto                       | Aerolíneas        |
| --------------------- | ------------------------------------------- | ----------------- |
| Managua               | Aeropuerto Internacional Augusto C. Sandino | Avianca Nicaragua |
| San Carlos            | Aeropuerto de San Carlos                    | Avianca Nicaragua |
| San Juan de Nicaragua | Aeropuerto de San Juan de Nicaragua         | Avianca Nicaragua |